# Río Avoca
 El Río Avoca (en irlandés: Abhainn Abhóca; históricamente Abhainn Mhor / Abhainn DE) es un río en el condado de Wicklow, Irlanda. El Avoca comienza su vida como dos ríos, el Avonmore (irlandés: Abhainn Mhor, que significa "río grande") y el Avonbeg (irlandés: Abhainn Bheag, que significa "Río Pequeño"). Estos se unen en un punto llamado el Encuentro de las Aguas (Cumar an dá Uisce) en el valle de Avoca, que se considera un lugar de belleza local, y fue celebrada por Thomas Moore  en su canción del mismo nombre.
"No hay en el mundo un valle tan dulce,
Como el valle en cuyo seno las aguas brillantes se encuentran;
¡Oh, los últimos rayos del sentimiento y la vida debe partir,
Antes de que el florecimiento de ese valle se borrará de mi corazón".
El pueblo de Avoca está situado cerca al río.
El Avoca desemboca en el Mar de Irlanda en el Arklow donde se ensancha en un gran estuario, dando Arklow su nombre en lengua irlandesa un Mór t-Inbhear (la entrada de grandes).

## Industria
El valle del Avoca tiene una gran mina de cobre, y aguas abajo fue la fábrica de fertilizantes NET (cerrado desde 2002). Se dice que estas han contribuido en gran medida a la contaminación en los tramos inferiores del río.

## Transporte
La línea de ferrocarril de Dublín a Wexford (y Rosslare) también pasa por el valle de Avoca, cortando hacia el interior de su ruta, principalmente la costa y la carretera R752 bien sigue la orilla oeste del Avoca de las reuniones a Arklow.